# 24 Horas de Le Mans de 1961
As 24 Hours of Le Mans de 1961 foi o 29º grande prêmio automobilístico das 24 Horas de Le Mans, tendo acontecido nos dias 10 e 11 de junho 1961 em Le Mans, França no autódromo francês, Circuit de la Sarthe.

## Resultados Finais

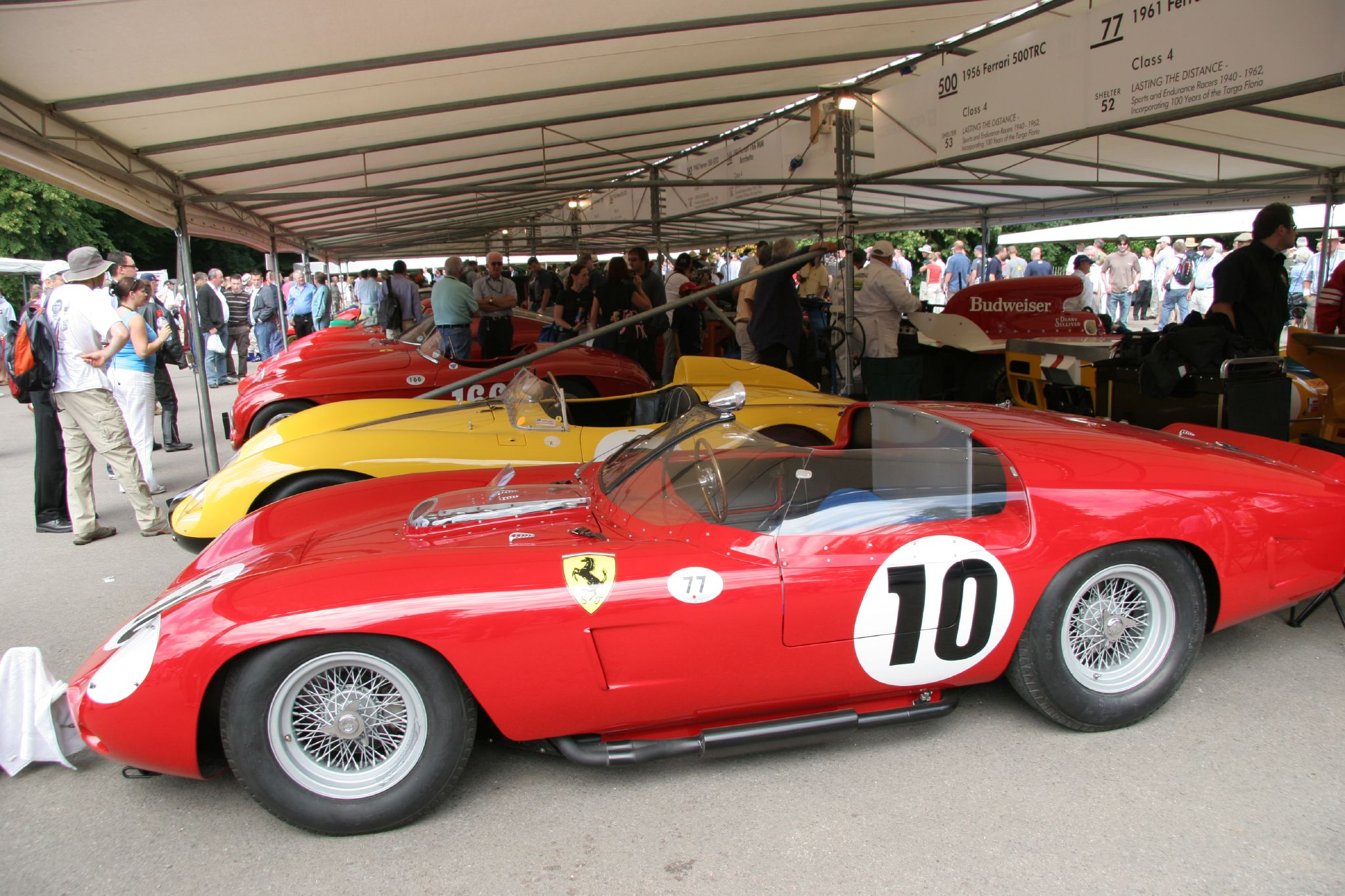
1. 10 Ferrari 250 TRI/61

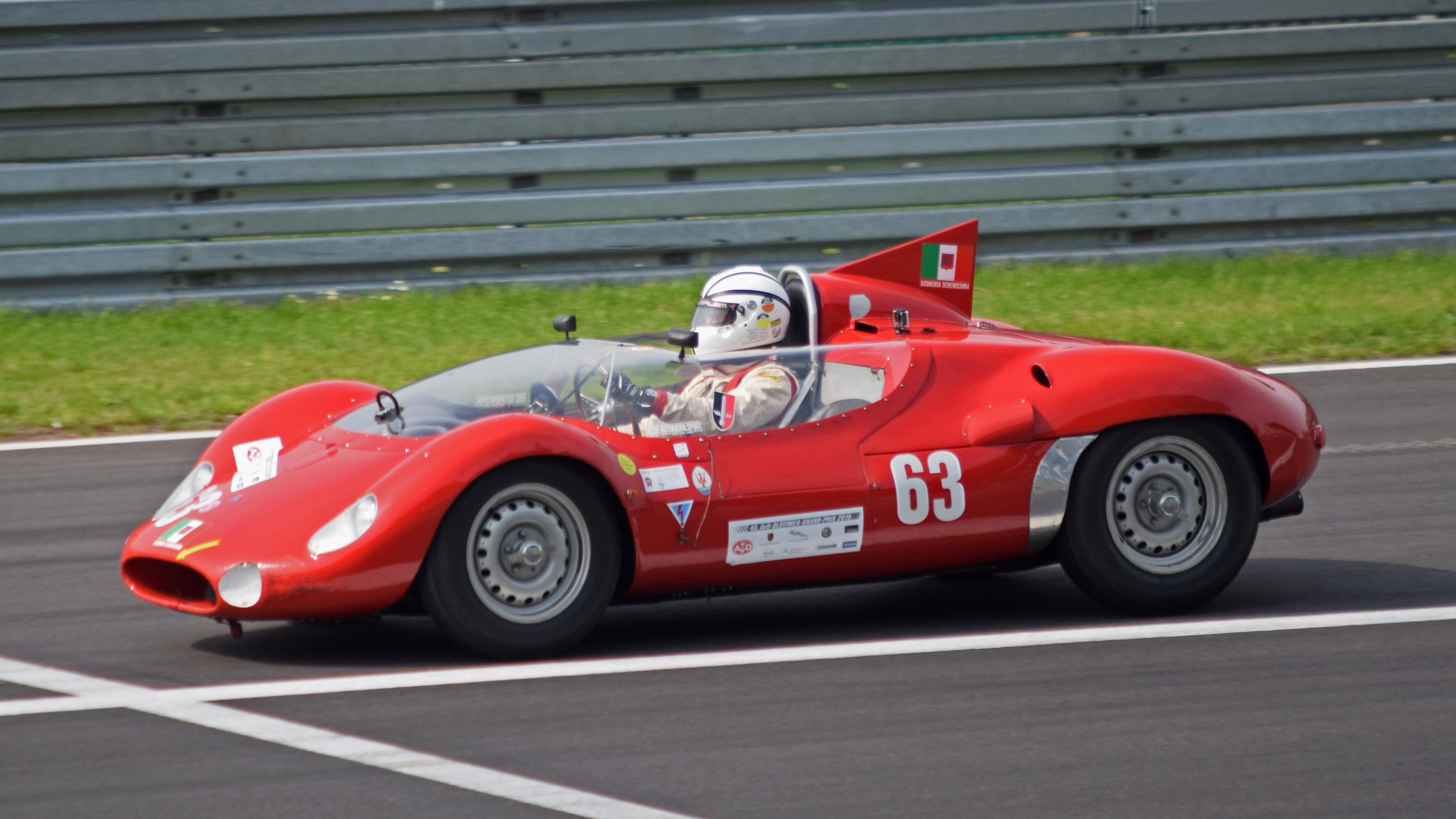
Maserati Tipo 63

| Pos    | Class  | Nº | Equipe                                                   | Pilotos                                  | Chassis                      | Motor                   | Voltas |
| ------ | ------ | -- | -------------------------------------------------------- | ---------------------------------------- | ---------------------------- | ----------------------- | ------ |
| 1      | S 3.0  | 10 | Scuderia Ferrari                                         | Olivier Gendebien Phil Hill              | Ferrari 250 TRI/61           | Ferrari 3.0L V12        | 333    |
| 2      | S 3.0  | 11 | Scuderia Ferrari                                         | Willy Mairesse Mike Parkes               | Ferrari 250 TRI/61           | Ferrari 3.0L V12        | 330    |
| 3      | GT 3.0 | 14 | Pierre Noblet                                            | Pierre Noblet Jean Guichet               | Ferrari 250GT SWB            | Ferrari 3.0L V12        | 317    |
| 4      | S 3.0  | 7  | Briggs Cunningham                                        | Augie Pabst Richard Thompson             | Maserati Tipo 63             | Maserati 3.0L V12       | 311    |
| 5      | S 2.0  | 33 | Porsche System Engineering                               | Masten Gregory Bob Holbert               | Porsche 718/4 RS Spyder      | Porsche 2.0L Flat-4     | 309    |
| 6      | GT 3.0 | 20 | North American Racing Team (NART) Equipe Nationale Belge | Bob Grossman André Pilette               | Ferrari 250 GT SWB           | Ferrari 3.0L V12        | 309    |
| 7      | S 2.0  | 32 | Porsche System Engineering                               | Edgar Barth Hans Herrmann                | Porsche 718/4 RS Coupe       | Porsche 1.6L Flat-4     | 306    |
| 8      | S 2.0  | 24 | Briggs Cunningham                                        | Briggs Cunningham William Kimberley      | Maserati Tipo 60             | Maserati 2.0L I4        | 303    |
| 9      | S 2.0  | 26 | Standard Triumph                                         | Peter Bolton Keith Ballisat              | Triumph TR4S                 | Triumph 2.0L I4         | 284    |
| 10     | S 1.6  | 36 | Porsche System Engineering                               | Herbert Linge Ben Pon                    | Porsche 356B Abarth GTL      | Porsche 1.6L Flat-4     | 284    |
| 11     | S 2.0  | 27 | Standard Triumph                                         | Les Leston Rob Slotemaker                | Triumph TR4S                 | Triumph 2.0L I4         | 279    |
| 12     | GT 1.3 | 38 | Lotus Engineering                                        | William E.J. Allen Trevor Taylor         | Lotus Elite Mk14             | Coventry Climax 1.2L I4 | 268    |
| 13     | GT 1.3 | 40 | Ecurie Edger                                             | Bernard Kosselek Pierre Messenez         | Lotus Elite Mk14             | Coventry Climax 1.2L I4 | 267    |
| 14     | S 850  | 60 | Abarth & Cie                                             | Denis Hulme Angus Hyslop                 | Fiat-Abarth 850S             | Fiat 0.8L I4            | 263    |
| 15     | S 2.0  | 25 | Standard Triumph                                         | Marcel Becquart Michael Rotschild        | Triumph TR4S                 | Triumph 2.0L I4         | 262    |
| 16     | GT 1.6 | 34 | Sunbeam Talbot                                           | Peter Harper Peter Procter               | Sunbeam Alpine Harrington    | Sunbeam 1.6L I4         | 261    |
| 17     | GT 2.0 | 28 | Equipe Chardonnet                                        | Jean-Claude Magne Georges Alexandrovitch | AC Ace                       | Bristol 2.0L I6         | 261    |
| 18     | S 850  | 53 | Automobiles Deutsch et Bonnet                            | Gérard Laureau Robert Bouharde           | DB HBR 4                     | Panhard 0.7L Flat-2     | 257    |
| 19     | S 850  | 45 | Automobiles Deutsch et Bonnet                            | André Moynet Jean-Claude Vidilles        | DB HBR 5 Coupe               | Panhard 0.8L Flat-2     | 243    |
| 20     | S 850  | 48 | Automobiles Deutsch et Bonnet                            | André Guilhaudin Jean-François Jaeger    | DB HBR 5                     | Panhard 0.8L Flat-2     | 243    |
| 21     | S 850  | 47 | Automobiles Deutsch et Bonnet                            | Edgar Rollin René Bartholoni             | DB HBR 5                     | Panhard 0.8L Flat-2     | 239    |
| 22     | S 850  | 52 | Automobiles Deutsch et Bonnet                            | Jean-Claude Caillaud Robert Mougin       | DB HBR 5                     | Panhard 0.8L Flat-2     | 237    |
| 23 DNF | GT 4.0 | 1  | Jean Kerguen                                             | Jean Kerguen Jacques Dewes               | Aston Martin DB4 GT Zagato   | Aston Martin 3.7L I6    | 286    |
| 24 DNF | S 850  | 55 | Abarth & Cie                                             | Paul Condriller Carl Foitek              | Fiat-Abarth 700S             | Fiat 0.7L I4            | 255    |
| 25 DNF | S 3.0  | 17 | North American Racing Team (NART)                        | Pedro Rodríguez Ricardo Rodríguez        | Ferrari 250 TRI/61           | Ferrari 3.0L V12        | 305    |
| 26 DNF | S 2.0  | 30 | Porsche System Engineering                               | Jo Bonnier Dan Gurney                    | Porsche 718/4 RS Coupe       | Porsche 1.7L Flat-4     | 262    |
| 27 DNF | S 1.6  | 37 | Auguste Veuillet                                         | Pierre Monneret Robert Buchet            | Porsche 356B Abarth GTL      | Porsche 1.6L Flat-4     | 261    |
| 28 DNF | GT 3.0 | 21 | Ecurie Chiltern                                          | John Bekaert Richard Stoop               | Austin-Healey 3000           | BMC 2.9L I6             | 254    |
| 29 DNF | S 850  | 54 | Roger Masson                                             | Roger Masson Paul Armagnac               | DB HBR 4                     | Panhard 0.7L Flat-2     | 208    |
| 30 DNF | GT 1.3 | 39 | Lotus Engineering                                        | John Wyllie David Buxton                 | Lotus Elite Mk14             | Coventry Climax 1.2L I4 | 193    |
| 31 DNF | S 3.0  | 4  | Essex Racing Stable                                      | Roy Salvadori Tony Maggs                 | Aston Martin DBR1/300        | Aston Martin 3.0L I6    | 243    |
| 32 DNF | S 2.5  | 23 | Scuderia Ferrari                                         | Wolfgang von Trips Richie Ginther        | Ferrari Dino 246SP           | Ferrari 2.4L V6         | 231    |
| 33 DNF | S 3.0  | 12 | Scuderia Ferrari                                         | Fernand Tavano Giancarlo Baghetti        | Ferrari 250 GT/TR SWB        | Ferrari 3.0L V12        | 163    |
| 34 DNF | GT 3.0 | 16 | Scuderia Serenissima                                     | Maurice Trintignant Carlo Maria Abate    | Ferrari 250 GT SWB           | Ferrari 3.0L V12        | 162    |
| 35 DNF | S 1.0  | 43 | North American Racing Team (NART)                        | David Cunningham Ed Hugus                | O.S.C.A. Sport 1000          | O.S.C.A. 1.0L I4        | 125    |
| 36 DNF | S 850  | 56 | Abarth & Cie                                             | Giorgio Bassi Giancarlo Rigamonti        | Fiat-Abarth 700S             | Fiat 0.7L I4            | 111    |
| 37 DNF | GT 1.3 | 35 | Sunbeam Talbot                                           | Peter Jopp Paddy Hopkirk                 | Sunbeam Alpine               | Sunbeam 1.6L I4         | 130    |
| 38 DNF | S 850  | 8  | Scuderia Serenissima                                     | Piero Frescobaldi Raffaele Cammarota     | Fiat-Abarth 700S             | Fiat 0.7L I4            | 124    |
| 39 DNF | S 3.0  | 5  | Border Reivers                                           | Jim Clark Ron Flockhart                  | Aston Martin DBR1/300        | Aston Martin 3.0L I6    | 132    |
| 40 DNF | GT 2.0 | 29 | Ecurie Lausannoise                                       | André Wicky Edgar Berney                 | AC Ace                       | Bristol 2.0L I6         | 115    |
| 41 DNF | S 850  | 51 | UDT / Laystall Racing Team                               | Cliff Allison Mike McKee                 | Lotus Elise Mk14             | Coventry Climax 0.7L I4 | 102    |
| 42 DNF | GT 3.0 | 18 | North American Racing Team R.R.C. Walker Racing Team     | Stirling Moss Graham Hill                | Ferrari 250GT SWB            | Ferrari 3.0L V12        | 121    |
| 43 DNF | GT 1.3 | 41 | Ecurie Los Amigos                                        | Jean-François Malle Robin Carnegie       | Lotus Elite Mk14             | Coventry Climax 1.2L I4 | 86     |
| 44 DNF | S 850  | 50 | Automobiles O.S.C.A.                                     | Jean Laroche Colin Davis                 | O.S.C.A. Sport 750           | O.S.C.A. 0.7L I4        | 85     |
| 45 DNF | S 1.0  | 42 | Donald Healey Motor Company                              | John K. Colgate Jr. Paul Hawkins         | Austin-Healey Sprite Sebring | BMC 1.0L I4             | 64     |
| 46 DNF | GT 3.0 | 19 | North American Racing Team (NART)                        | George Arents George Reed                | Ferrari 250 GT SWB           | Ferrari 3.0L V12        | 76     |
| 47 DNF | GT 3.0 | 15 | Ecurie Francorchamps                                     | Lucien Bianchi Georges Berger            | Ferrari 250 GT SWB           | Ferrari 3.0L V12        | 60     |
| 48 DNF | S 3.0  | 9  | Scuderia Serenissima                                     | Ludovico Scarfiotti Nino Vaccarella      | Maserati Tipo 63             | Maserati 3.0L V12       | 53     |
| 49 DNF | S 1.0  | 46 | Ecurie Ecosse                                            | Ninian Sanderson Alan McKay              | Austin-Healey Sprite Sebring | BMC 1.0L I4             | 40     |
| 50 DNF | S 3.0  | 6  | Briggs Cunningham                                        | Walt Hansgen Bruce McLaren               | Maserati Tipo 63             | Maserati 3.0L V12       | 31     |
| 51 DNF | S 2.5  | 22 | Ecurie Ecosse                                            | Tom Dickson Bruce Halford                | Cooper T57 Monaco Mk.II      | Coventry Climax 3.0L I4 | 32     |
| 52 DNF | GT 4.0 | 3  | Essex Racing Stable                                      | Lex Davison Bib Stillwell                | Aston Martin DB4 GT Zagato   | Aston Martin 3.7L I6    | 25     |
| 53 DNF | GT 4.0 | 2  | Essex Racing Stable                                      | Jack Fairman Bernard Consten             | Aston Martin DB4 GT Zagato   | Aston Martin 3.7L I6    | 22     |
| 54 DNF | S 2.0  | 58 | Ted Lund                                                 | Ted Lund Bob Olthoff                     | MG MGA Coupé                 | MG 1.8L I4              | 14     |
| 55 DNF | S 850  | 49 | Abarth & Cie                                             | Teodoro Zeccoli Jean Vinatier            | Fiat-Abarth 700S Spyder      | Fiat 0.7L I4            | 15     |

Legenda :DNQ = Não largou - DNF = Abandono - NC = Não classificado - DSQ= Desqualificado